# Duoluo
Duoluo (kinesiska: 朵洛彝族乡, 朵洛彝族) är en socken i Kina. Den ligger i provinsen Sichuan, i den sydvästra delen av landet, omkring 310 kilometer sydväst om provinshuvudstaden Chengdu. Antalet invånare är 1 231. Befolkningen består av 545 kvinnor och 686 män. Barn under 15 år utgör 35 %, vuxna 15-64 år 58 %, och äldre över 65 år 6,0 %.
Genomsnittlig årsnederbörd är 1 292 millimeter. Den regnigaste månaden är juni, med i genomsnitt 298 mm nederbörd, och den torraste är januari, med 3 mm nederbörd.